# Символи префектури Айті

### Символи префектури
|         |  |  |        |
| Емблема |  |  | Прапор |

- Емблема префектури

Емблема префектури Айті — стилізоване зображення знаків あ (а), い (і) та ち (ті) силабічної японської абетки хіраґана, з яких складається слово «Айті» (アイチ), назва префектури. Емблема символізує ранкове сонце, що сходить над морем — уособлення розвитку префектури, що має вихід до Тихого океану, на міжнародній арені. Цей префектурний символ був вибраний з 600 ескізів і затверджений 1950 року префектурною ухвалою. Інколи емблема префектури називається «префектурним гербом».
- Знак-символ префектури

Окремий знак-символ префектури Айті відсутній. Зазвичай, емблема використовується як знак-символ префектури.
- Прапор префектури

Положення про прапор префектури Айті були затверджені разом із емблемою префектури  1950 року. Згідно з ними, співвідношення сторін прапора дорівнює 2 до 3. У центрі розміщується емблема префектури, яка дорівнює 3/5 висоти полотнища. Колір прапора — брунатно-бордовий, а емблеми — білий.
- Дерево префектури

Клен Хананокі (Acer pycnanthum) — рідкісний різновид японського клену, який росте у центральних районах префектури Айті. Місця його найбільшого скупчення  зареєстровані як державні пам’ятки природи. З 1966 року клен затверджено деревом префектури Айті.
- Квітка префектури

Квітка-символ префектури Айті — ірис гладкий (Iris laevigata). Згідно з повістю «Ісе моноґатарі», коли дворянин Арівара но Наріхіра був на мосту містечка Тірі, що сьогодні знаходиться на території префектури, він побачив поблизу квіти ірису, краса яких втішила його під час подорожі і надихнула на складання вірша.  1954 року, за пропозицією Всеяпонського туристичного союзу, ірис гладкий був затверджений квіткою префектури.
- Птах префектури

Птахом-символом Айті є совка (Otus scops). Її можна зустріти і почути її своєрідний спів у східних районах префектури. Совку було обрано птахом префектури у 1965 році шляхом голосування  жителів Айті.
- Морський символ префектури

Японська криветка (Marsupenaeus japonicus), що має тигроподібні смуги на тілі, вважається символом префектури Айті. Її японська назва — креветка-колесо походить від того, що ця тварина може згинати своє тіло у формі круга. Креветку було затверджено морським символом префектури 3 вересня 1990 року.